# 1ª Lega 2024-2025
La 1ª Lega 2024-2025 è stata la 103ª edizione di tale torneo del campionato svizzero di calcio. Il campionato è iniziato il 2 agosto 2025 e si è concluso il 7 giugno 2025.

## Stagione

### Formula
Le 48 squadre partecipanti vengono suddivise in tre gruppi da 16 squadre ciascuno e si affrontano in un girone all'italiana con partite di andata e ritorno. Al termine della regular season, le prime e seconde classificate di ciascun gruppo, più le due migliori terze accedono ai play-off. Le squadre Under-21 possono essere ammesse solo se in Promotion League non vi partecipavano già 4 formazioni, a meno che una di quest'ultime non retrocede in Prima Lega.
Gli spareggi prevedono un primo turno con partite di andata e ritorno mediante i seguenti accoppiamenti:
- migliore 1ª classificata vs peggiore 3ª classificata. Se entrambe provengono dallo stesso gruppo, l'avversaria sarà l'altra 3ª classificata;
- seconda 1ª classificata vs migliore 3ª classificata;
- peggiore 1ª classificata vs peggiore 2ª classificata. Se entrambe provengono dallo stesso gruppo, l'avversaria sarà la seconda 2ª classificata;
- le restanti due squadre formano l'ultimo accoppiamento.

Le quattro squadre vincitrici del doppio confronto affrontano successivamente un secondo turno, sempre con partite di andata e ritorno, per decretare le due promozioni in Promotion League. Gli accoppiamenti vengono definiti tramite sorteggio.

## Gruppo 1

### Classifica finale
|  | Pos. | Squadra              | Pt | G  | V  | N  | P  | GF | GS | DR  |
|  | ---- | -------------------- | -- | -- | -- | -- | -- | -- | -- | --- |
|  | 1.   | Losanna II           | 61 | 30 | 19 | 4  | 7  | 82 | 34 | +48 |
|  | 2.   | Lancy                | 61 | 30 | 19 | 4  | 7  | 58 | 29 | +29 |
|  | 3.   | Meyrin               | 61 | 30 | 19 | 4  | 7  | 56 | 37 | +19 |
|  | 4.   | Chênois              | 60 | 30 | 18 | 6  | 6  | 60 | 31 | +29 |
|  | 5.   | Servette II          | 58 | 30 | 17 | 7  | 6  | 78 | 45 | +33 |
|  | 6.   | Echallens            | 50 | 30 | 15 | 5  | 10 | 54 | 39 | +15 |
|  | 7.   | Portalban/Gletterens | 49 | 30 | 15 | 4  | 11 | 48 | 34 | +14 |
|  | 8.   | Naters               | 45 | 30 | 13 | 6  | 11 | 45 | 37 | +8  |
|  | 9.   | Sion II              | 43 | 30 | 11 | 10 | 9  | 43 | 40 | +3  |
|  | 10.  | Stade Payerne        | 35 | 30 | 9  | 8  | 13 | 44 | 47 | -3  |
|  | 11.  | Monthey              | 34 | 30 | 9  | 7  | 14 | 36 | 52 | -16 |
|  | 12.  | La Sarraz-Eclépens   | 33 | 30 | 8  | 9  | 13 | 36 | 46 | -10 |
|  | 13.  | La Chaux-de-Fonds    | 23 | 30 | 7  | 2  | 21 | 26 | 61 | -35 |
|  | 14.  | Coffrane             | 23 | 30 | 5  | 8  | 17 | 37 | 81 | -44 |
|  | 15.  | Yverdon II           | 20 | 30 | 6  | 2  | 22 | 37 | 88 | -51 |
|  | 16.  | Köniz                | 19 | 30 | 5  | 4  | 21 | 32 | 71 | -39 |

Legenda:
 Ammessa allo spareggio.
      Retrocessa in Seconda Lega interregionale 2025-2026.
Regolamento:
Tre punti a vittoria, uno a pareggio, zero a sconfitta.

## Gruppo 2

### Classifica finale
|  | Pos. | Squadra             | Pt | G  | V  | N  | P  | GF | GS | DR  |
|  | ---- | ------------------- | -- | -- | -- | -- | -- | -- | -- | --- |
|  | 1.   | Grasshoppers II     | 64 | 30 | 19 | 7  | 4  | 71 | 27 | +44 |
|  | 2.   | Prishtina Berna     | 54 | 30 | 15 | 9  | 6  | 58 | 36 | +22 |
|  | 3.   | Schötz              | 46 | 30 | 12 | 10 | 8  | 63 | 56 | +7  |
|  | 4.   | Black Stars Basilea | 44 | 30 | 11 | 11 | 8  | 52 | 47 | +5  |
|  | 5.   | Courtételle         | 44 | 30 | 11 | 11 | 8  | 34 | 29 | +5  |
|  | 6.   | Soletta             | 42 | 30 | 12 | 6  | 12 | 45 | 44 | +1  |
|  | 7.   | Dietikon            | 40 | 30 | 10 | 10 | 10 | 36 | 39 | +-3 |
|  | 8.   | Langenthal          | 40 | 30 | 11 | 7  | 12 | 41 | 46 | -5  |
|  | 9.   | Münsingen           | 40 | 30 | 10 | 10 | 10 | 48 | 38 | +10 |
|  | 10.  | Wohlen              | 38 | 30 | 10 | 8  | 12 | 38 | 51 | -13 |
|  | 11.  | Bassecourt          | 38 | 30 | 9  | 11 | 10 | 38 | 38 | 0   |
|  | 12.  | Concordia Basilea   | 36 | 30 | 9  | 9  | 12 | 44 | 45 | -1  |
|  | 13.  | Muttenz             | 36 | 30 | 10 | 6  | 14 | 51 | 61 | -10 |
|  | 14.  | Besa Biel/Bienne    | 33 | 30 | 9  | 6  | 15 | 35 | 53 | -18 |
|  | 15.  | Thun II             | 28 | 30 | 6  | 10 | 14 | 44 | 61 | -17 |
|  | 16.  | Rotkreuz            | 27 | 30 | 6  | 9  | 15 | 37 | 64 | -27 |

Legenda:
 Ammessa allo spareggio.
      Retrocessa in Seconda Lega interregionale 2025-2026.
Regolamento:
Tre punti a vittoria, uno a pareggio, zero a sconfitta.

## Gruppo 3

### Classifica finale
|  | Pos. | Squadra             | Pt | G  | V  | N  | P  | GF | GS | DR  |
|  | ---- | ------------------- | -- | -- | -- | -- | -- | -- | -- | --- |
|  | 1.   | Kreuzlingen         | 56 | 30 | 17 | 5  | 8  | 54 | 38 | +16 |
|  | 2.   | YF Juventus         | 53 | 30 | 16 | 5  | 9  | 62 | 37 | +25 |
|  | 3.   | Wettswil-Bonstetten | 53 | 30 | 15 | 8  | 7  | 48 | 32 | +16 |
|  | 4.   | San Gallo II        | 52 | 30 | 14 | 10 | 6  | 54 | 31 | +23 |
|  | 5.   | Winterthur II       | 50 | 30 | 14 | 8  | 8  | 61 | 45 | +16 |
|  | 6.   | Tuggen              | 48 | 30 | 15 | 3  | 12 | 58 | 44 | +14 |
|  | 7.   | Collina d'Oro       | 48 | 30 | 14 | 6  | 10 | 44 | 29 | +15 |
|  | 8.   | Taverne             | 40 | 30 | 11 | 7  | 12 | 36 | 49 | -13 |
|  | 9.   | Kosova Zurigo       | 39 | 30 | 10 | 9  | 11 | 37 | 39 | -2  |
|  | 10.  | Eschen/Mauren       | 38 | 30 | 11 | 5  | 14 | 40 | 45 | -5  |
|  | 11.  | Höngg               | 37 | 30 | 9  | 10 | 11 | 36 | 40 | -4  |
|  | 12.  | Freienbach          | 35 | 30 | 11 | 12 | 17 | 43 | 54 | -1  |
|  | 13.  | SV Sciaffusa        | 34 | 30 | 9  | 7  | 14 | 45 | 62 | -17 |
|  | 14.  | Mendrisio           | 32 | 30 | 9  | 5  | 16 | 32 | 46 | -14 |
|  | 15.  | Linth 04            | 28 | 30 | 7  | 7  | 16 | 44 | 76 | -32 |
|  | 16.  | Uzwil               | 25 | 30 | 6  | 7  | 17 | 40 | 67 | -27 |

Legenda:
 Ammessa allo spareggio.
      Retrocessa in Seconda Lega interregionale 2025-2026.
Regolamento:
Tre punti a vittoria, uno a pareggio, zero a sconfitta.

## Spareggi promozione

### Primo turno
Andata il 28 maggio, ritorno il 31 maggio 2025. 
| Squadra 1           | Totale | Squadra 2       | Andata | Ritorno |
| ------------------- | ------ | --------------- | ------ | ------- |
| YF Juventus         | 3 - 0  | Lancy           | 1 - 0  | 2 - 0   |
| Wettswil-Bonstetten | 1 - 3  | Losanna II      | 1 - 1  | 0 - 2   |
| Prishtina Berna     | 1 - 6  | Kreuzlingen     | 0 - 2  | 1 - 4   |
| Meyrin              | 2 - 3  | Grasshoppers II | 1 - 1  | 1 - 2   |

### Secondo turno
Andata il 4 giugno, ritorno il 7 giugno 2025.
| Squadra 1       | Totale | Squadra 2   | Andata | Ritorno |
| --------------- | ------ | ----------- | ------ | ------- |
| YF Juventus     | 2 - 4  | Losanna II  | 1 - 1  | 1 - 3   |
| Grasshoppers II | 2 - 4  | Kreuzlingen | 0 - 1  | 2 - 3   |

Losanna II e Kreuzlingen promosse in Promotion League.